# Piper telembi
Piper telembi är en pepparväxtart som beskrevs av E. Garcia. Piper telembi ingår i släktet Piper och familjen pepparväxter. Inga underarter finns listade i Catalogue of Life.